# Arthur Saelens
Arthur Cyrille Saelens (Rekkem, 11 september 1918 - Menen, 26 juli 1972) was een Belgisch senator.

## Levensloop
Arthur Saelens was een zoon van Omer Saelens (1897-1965) en van Adrienne Sioens. Hij trouwde met Yvonna Bossuyt.
Hij werd secretaris van de plaatselijke afdeling van de mutualiteit Bond Moyson. 
In 1961 werd hij verkozen tot BSP-senator voor het arrondissement Kortrijk, een mandaat dat hij vervulde tot in 1965.